# Lidia Guschan

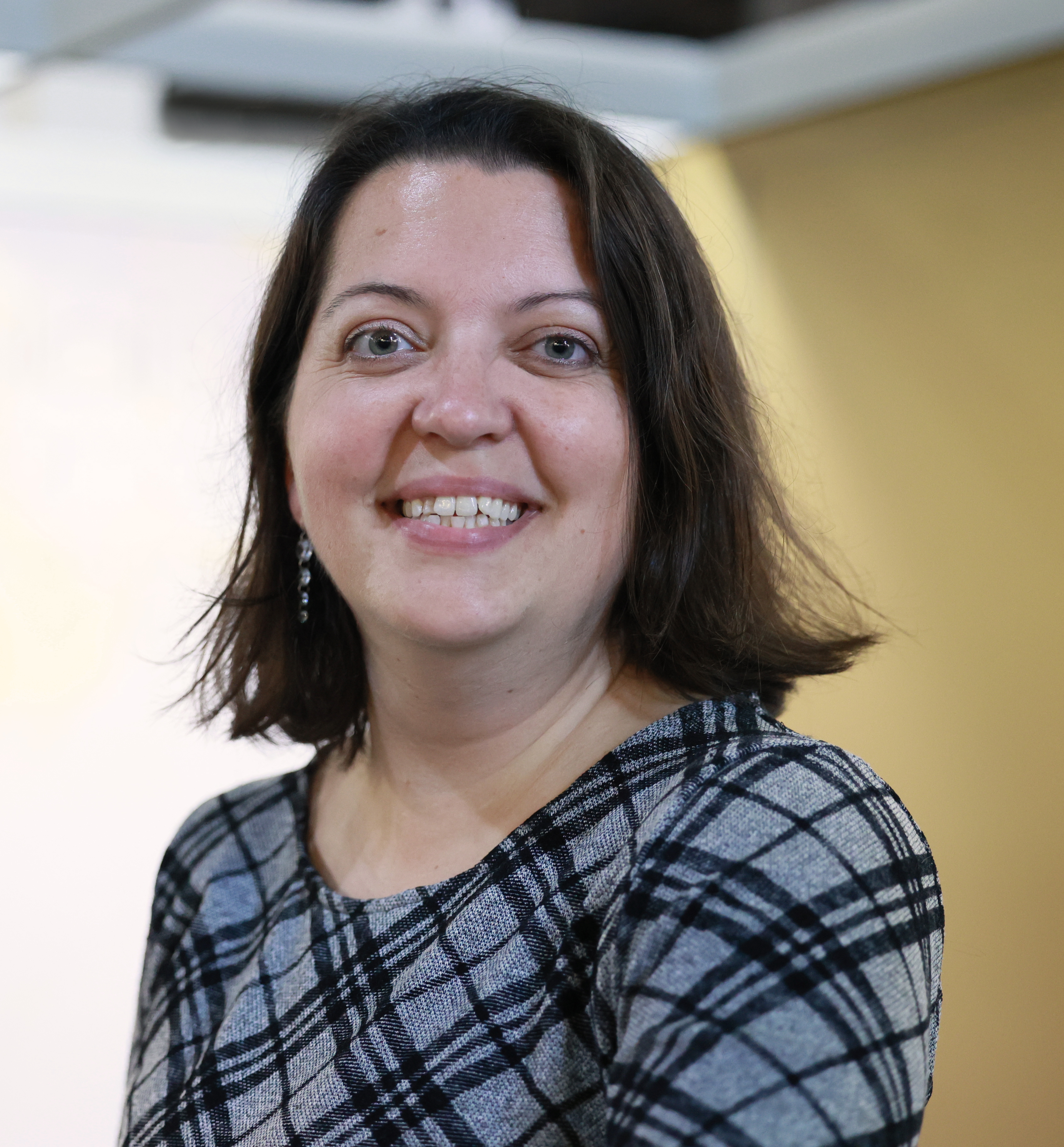
Leah Docks, Frankfurter Buchmesse (2023)

Lidia Guschan, Pseudonym Leah Docks (geboren 1983), ist eine deutsche Romanautorin im Genre erotischer Liebesroman.

## Leben und Werk
Lidia Guschan absolvierte zunächst eine Ausbildung zur Industriekauffrau und bildete sich anschließend zur Betriebswirtin fort. Nachfolgend war sie im Vertrieb eines Chemikalienhändlers angestellt. Im Jahr 2019 machte sie sich im Vertrieb selbstständig und begann erst in dieser Zeit zu schreiben. Ausschlaggebend dafür war ihren Aussagen zufolge auch die gesellschaftliche Isolation während der COVID-19-Pandemie. Ihre Romane erschienen bislang ausschließlich im Verlag Plaisir d’Amour in Lindenfels. Das Pseudonym Leah Docks geht auf einen Spitznamen zurück.
Die Handlung ihres Debütromans Risky Love: Wunden der Vergangenheit, eine Militärromanze, spielt in Südafrika. Ihre ab 2024 veröffentlichte, mehrbändige Lost-Reihe ist in der Welt des professionellen US-amerikanischen Eishockeysports angesiedelt. Das Erscheinen eines dritten Bandes ist angekündigt.
Lidia Guschan lebt seit 2015 in Düsseldorf. Sie ist verheiratet und hat zwei Kinder.

## Publikationen
- Risky Love: Wunden der Vergangenheit. Plaisir d’Amour, Lindenfels 2022, ISBN 978-3-86495-522-8.
- Hurting Love: Heile mein Herz. Plaisir d’Amour, Lindenfels 2023, ISBN 978-3-86495-590-7.

Lost-Reihe
- Lost in Feelings: Du bist mein. Band 1. Plaisir d’Amour, Lindenfels 2024, ISBN 978-3-86495-692-8.
- Lost in You: Ich bin dein. Band 2. Plaisir d’Amour, Lindenfels 2024, ISBN 978-3-86495-694-2.